# Râul Stâna, Pleșa
Râul Stâna este un curs de apă, afluent al râului Pleșa. 

## Hărți
- Harta Munții Lotrului  Arhivat în 6 mai 2008, la Wayback Machine.